# Antioch Prosper
Antioch Prosper is een personage uit de Harry Potter-boekenreeks van J.K. Rowling. Hij wordt voor het eerst genoemd in het zevende en tevens laatste deel, Harry Potter en de Relieken van de Dood. Antioch was de oudste van de gebroeders Prosper.
Volgens De Vertelsels van Baker de Bard ontmoetten de gebroeders Prosper op een dag De Dood. Ieder mocht één wens doen. Antioch kreeg de Zegevlier, Cadmus kreeg de Steen van Wederkeer en Ignotus kreeg de Mantel van Onzichtbaarheid. Cadmus haalde een geliefde terug, die alsnog niet echt tot leven kwam en hij pleegde zelfmoord. Ignotus kon echter De Dood ontlopen door zich onder zijn Mantel te verschuilen en leefde zo een lang leven. Antioch gebruikte de Zegevlier om te duelleren. Hij won al zijn duels door de kracht van zijn toverstok. Dit wekte jaloezie op bij vele andere tovenaars. Op een dag werd zijn keel doorgesneden in zijn slaap en nam zijn moordenaar de Zegevlier met zich mee.